# Zagreb (comitat)
Zagreb (en hongrois : Zágráb ; en allemand : Agram) est un ancien comitat du royaume de Croatie-Slavonie associé au royaume de Hongrie. Son siège était Zagreb.